# Happy Camp (programma televisivo)
Happy Camp è un programma televisivo cinese di intrattenimento e varietà trasmesso dall'emittente televisiva Hunan Satellite TV (湖南卫视) a partire dall'11 luglio del 1997. È presentato dal gruppo "Happy family" costituito da He Jiong (何炅), Xie Na (谢娜), Li Wei Jia (李维嘉), Du Haitao (杜海涛) e Wu Xin (吴昕).

## Storia
Nel 1996 Hunan Satellite TV aveva la necessità di creare un programma di varietà che coinvolgesse i personaggi famosi e che potesse far concorrenza a Lucky 3721 (幸运3721) della Hunan Satellite TV, primo programma televisivo ad inserire giochi durante le puntate.
Nel luglio 1997, Hunan Satellite TV ha lanciato il programma Happy Camp.
Inizialmente il format consisteva nell'invitare delle celebrità che avrebbero partecipato a giochi e spettacoli. Il programma è stato fin da subito innovativo: in ogni puntata venivano invitate differenti celebrità che intrattenevano il conduttore e il pubblico.
I conduttori di "Happy Camp" non utilizzano una sceneggiatura, si basano sull'improvvisazione
Nel 2004, attività teatrali come gli sketch comici e sono diventati i momenti più importanti del programma.
Inoltre, da questa edizione, il coinvolgimento del pubblico è diventato fondamentale.
Nel 2006, la trasmissione è diventata una vetrina per aumentare la notorietà di personaggi esordienti attraverso i giochi, le interviste e gli sketch. In questo modo è diventata una grande vetrina per aumentare il successo di stelle nascenti dello spettacolo
Nel 2007, Happy Camp ha creato la piattaforma digitale "Nationwide Entertainment" per permettere al pubblico di condividere i propri momenti di felicità con gli altri.
Nel 2008, "Happy Camp" ha avuto un'altra revisione del format, ritornando al modello iniziale in cui le celebrità ospitate partecipavano a giochi di intrattenimento.
Nel 2012, la durata dello spettacolo è stata diminuita da 120 minuti a 90 minuti.
Nel 2017, Happy Camp ha lanciato un programma speciale per la celebrazione del 20º anniversario. Il programma era diviso in 20 puntate. Le prime 8 presentavano una sezione speciale chiamata "Mi dispiace lasciarti andare". I presentatori sono stati divisi in due squadre per la competizione per talenti.

## Caratteristiche
Il programma ha le caratteristiche tipiche dei "reality show", ma le celebrità rompono gli schemi andando a coinvolgere il pubblico. Presenta un format che si basa sulle idee della moda, della conoscenza, e della socializzazione nell'intrattenimento che trovano la loro applicazione nei giochi proposti nelle puntate.
Un'importanza fondamentale è data alla moda e alla scenografia. I colori più usati per l'illuminazione scenografica sono il viola e il blu. Colori vivaci come l'arancione e il giallo sono utilizzati per la scenografia semicircolare per trasmettere una sensazione di felicità.
Solitamente nelle puntate viene coinvolto un gruppo di giovani (soprattutto studenti universitari), collocato direttamente sotto il palco, con uno slogan o un poster in mano per mostrare sostegno alla propria celebrità preferita.

## Presentatori
何炅 (He Jiong), nato il 28 aprile 1974 a Changsha nel distretto di Yuhua, nello Hunan, è un presentatore, attore, cantante, regista e scrittore. Ha presentato programmi televisivi e vinto premi di rilevanza nazionale. Nel 1995 ha presentato il programma CCTV 大风车 ("Grande mulino a vento"). Dal 1998, è conduttore di Happy Camp sulla Hunan Satellite TV. Nel luglio 2004, ha pubblicato il suo primo singolo 栀子花 ("Fioriture di gardenia") e settembre, ha vinto il 22º premio Aquila d'oro come miglior presentatore della Hunan Satellite TV. Nel 2005 ha presentato lo show 超女 ("Ragazza incredibile"). Nel 2007 è stato conduttore di Ragazzi felici della Hunan Satellite TV, in agosto ha presentato lo spettacolo di danza 舞蹈奇迹 ("Il miracolo di ballare"). Nel 2010, ha vinto il 25º premio dell'Aquila d'Oro cinese come presentatore eccezionale. Nel 2012 ha presentato lo spettacolo di varietà serale 综艺节目 ("Lo spettacolo di varietà"). Dal 2014 ha presentato per tre anni consecutivi il programma di beneficenza di CCTV "Prima Classe". Nel luglio 2015 è stato nominato vicedirettore del comitato professionale dell'Associazione degli Artisti della Televisione Cinese; nello stesso mese ha diretto il suo primo film 栀子花 ("Fioriture di gardenia"). Il 27 agosto 2020, si è classificato al 53º posto nella "Lista delle celebrità cinesi" di Forbes per il 2020. Il 26 febbraio 2021 insieme a Li Weijia e Du Haitao, ha presentato "Hunan TV la speranza delle lanterne della felicità"
谢娜 (Xie Na) è nata il 6 maggio 1981 nella città di Deyang a Zhongjian, nella provincia del Sichuan. È una presentatrice, cantante e attrice cinematografica e televisiva cinese. Si è laureata alla Scuola di cinema e televisione dell'Università Normale del Sichuan. Nel 1996 ha recitato nel suo primo film, 年轻 刘 伯承 ("Il giovane Liu Bocheng"). Ha guadagnato la fama grazie al programma Happy Camp dove lavora come presentatrice. Nel 2008, ha partecipato come attrice al film drammatico d'epoca 秃鹰英雄的传说 ("La leggenda degli eroi del condor"). Nel 2013, ha recitato nella commedia "快乐的家，快乐的家 ("Campo felice, casa felice"). È una delle celebrità più seguite sui social, e su Weibo ha più di 100 milioni di follower. È famosa per la comicità e per la passione per la moda. Ha fondato nel 2010 il proprio marchio di vestiti "Huanxing". Alcune delle marche di abbigliamento che supporta maggiormente sono Fila trucco, Pile scarpe sportive, Tavola reale macchina di apprendimento.
李维嘉 (Li Weijia):  nata il 4 novembre 1976 a Changsha, è un'artista cinese diplomata al College Multimediale di Arte di conduzione televisiva e intrattenimento dello Zhejiang. Inizialmente presentava "快乐 新战线 (felice fronte nuovo)" ma nel 1999 è diventata presentatrice di Happy Camp diventando così membro del gruppo dei conduttori Happy Family (He Jiong, Xie Na, Wu Xin, Du Haitao). È stata conduttrice di altri programmi televisivi come "前进(Andare avanti)" e "Una telefonata cento risposte ". Nel 2001 ha pubblicato il suo libro 快乐 先驱 ("Pionieri felici)"; ha partecipato ad alcune serie TV cinesi come "Notte oscura nel panico", " Brutte ragazze", "La bellezza non è male", "Storia del cibo", e successivamente si è esibita in "Viaggiare alla mano" e 幸福的家庭 ("casa felice"), con la Happy Family.
杜海涛 (Du Haitao): nato il 28 ottobre 1987 nella città di Shenyang, provincia di Liaoning, è un conduttore di Hunan Satellite TV, attore cinematografico e televisivo, laureato presso il College Professionale e Tecnico di comunicazione multimediale di massa dello Hunan. Nel 2005, ha partecipato al talent show 闪亮的新 锚 ("Ancora nuovissima"). Nel 2006, ha presentato Happy Camp della Hunan Satellite TV. Nel 2009, lui e Wu Xin hanno pubblicato il libro 木头和耳环 ("legno e terra"). Ha partecipato a "Non sei te", a "Uscendo fuori dalla mia vita" della rete CCTV-1 e ha fatto delle apparizioni nel web drama "La seconda stagione della signorina del bisogno". Nel 2019 ha registrato "La seconda stagione dei giochi nazionali Supernova" e ha presentato la terza stagione del programma di varietà della Hunan Satellite TV 现场的声音 ("Il suono nella scena"). Nel 2020, è entrato a far parte del reality show "La terza stagione del battito del cuore".
Nel 2014, ha partecipato al reality show 消防 野心 (Ambizione del fuoco"), della Shandong Satellite TV, che raccontava i debutti delle celebrità che partecipavano. Il 24 marzo 2015, durante le riprese del reality show "Il vero uomo" è rimasto ferito in un incidente sul set.
吴昕 (Wu Xin)  conduttrice televisiva e attrice cinese, è nata il 29 gennaio 1983 nella città di Shenyang, provincia di Liaoning. Nell'ottobre 2003, ha iniziato la carriera televisiva come presentatrice a tempo parziale per il programma "Fashion Ten" della stazione televisiva di Dalian. Nel gennaio 2006, ha vinto il secondo posto di 闪亮的新 锚 ("Ancora nuovissima") e ha firmato un contratto con la Hunan Satellite TV per condurre Happy Camp con gli altri membri di Happy Family. Nel 2009, Wu Xin insieme a Du Haitao ha pubblicato il libro 木头和耳环 ("Legno e terra"). Nel settembre 2010, insieme agli altri presentatori del programma Happy Camp ha pubblicato l'album 快乐 你知道 ("Tu sai che sei felice"). Nel luglio 2015, ha partecipato al reality show 快转 第二季 ( "Vai avanti veloce - la seconda stagione") vincendo l'edizione. Nel luglio 2016, ha partecipato al reality show di moda 我的新衣服 ("I miei vestiti"). Nel 2016 ha partecipato alla sfilata di moda primavera-estate durante la settimana della moda di Parigi per Alex Mabille e Yamamoto Yohji Yamamoto. Nel gennaio 2017, insieme a Li Weijia, ha presentato il primo spettacolo online "爱的 在想 (Amare nel pensiero)". A dicembre del 2016 si è rivelata una delle maggiori influencer su Weibo, con 822,66 milioni di follower, e su Tieba con 170.000 follower. Nel 2018 è stata premiata come Artista imprenditrice del 2017 per Weibo. Nel 2021, ha svolto il ruolo di protagonista nel film "我为兄弟而疯狂 (Sono pazzo per i fratelli)".

## Orario della trasmissione
| 11 luglio 1997 | Happy Camp" inizia la trasmissione in prima serata ogni venerdì alle 20:15                                                                                     |
| -------------- | --- |
| Ottobre 1998   | A causa di impegni del presentatore He Jiong l'orario di trasmissione viene spostato alle 19:45 di sabato                                                      |
| Gennaio 1999   | L'orario di trasmissione viene adattato alle 19:30 |
| Gennaio 2012   | A causa dell'"Ordine di restrizione dell'intrattenimento" emesso dalla radio e dalla televisione, l'orario di trasmissione viene spostato alle 20:10 di sabato |
| Gennaio 2016   | L'orario di trasmissione viene stabilito alle 20:20 di sabato                                                                                                  |

## Record e premi vinti dal programma
| Data | Nome del premio / Tipologia del record raggiunto                                               | Evento                                                                                  |
| ---- | ---------------------------------------------------------------------------------------------- | --------------------------------------------------------------------------------------- |
| 1998 | Premio per essere un programma culturale completo                                              | 16º premio "Aquila d'oro" della Tv cinese                                               |
| 2005 | Premio per essere uno degli spettacoli televisivi più influenti in Cina negli ultimi 15 anni   | "Nuovo settimanale"                                                                     |
| 2007 | Premio spettacolo di varietà più popolare dell'anno                                            | 13º Festival luce delle stelle                                                          |
| 2008 | Premio per il miglior spettacolo di varietà                                                    | 13º premio televisivo asiatico                                                          |
| 2009 | Record per essere il programma di intrattenimento di varietà televisivo più apprezzato in Cina | Associazione cinese dei record mondiali                                                 |
| 2011 | Premio per l'importanza del programma                                                          | Secondo programma per importanza della cultura televisiva cinese                        |
| 2017 | Premio per essere il migliore programma televisivo settimanale                                 | 23º Festival televisivo di Shanghai                                                     |
| 2017 | Record per avere avuto l'episodio più seguito di un varietà                                    | Guinness dei primati                                                                    |
| 2017 | Premio come Programma annuale di marketing                                                     | Cerimonia per lo spirito inventivo degli spettacoli di varietà della televisione cinese |

## Esportazione del format all'estero
Nel 2017, la televisione sud coreana Chung Hwa ha acquistato 6 episodi di Happy Camp, da trasmettere alle 11:00 e alle 23:00 per 3 giorni consecutivi in occasione del Festival di Primavera.
Nel 2008 India Zee TV ha creato la versione indiana di Happy Camp, Ekse Badke EK introducendo il format del programma.